# Nossidium pilosellum
Nossidium pilosellum — вид жуків родини перокрилок (Ptiliidae).

## Поширення
Вид поширений на півночі південної частини Англії через північну та центральну Францію, Центральну Європу, Данію, Чехію, Угорщину, Румунію, Болгарію, Україну та Білорусь до Росії. На півдні цей вид трапляється в Іспанії, північній і центральній Італії та на Кавказі. Тварини живуть в мулі порожнистих стовбурів дерев, на грибах, особливо трутовиках.

## Опис
Дрібні жуки, завдовжки від 1 до 1,2 мм. Їхнє овальне тіло глянцевого коричневого або червонувато-коричневого кольору. Голова трохи темніша, вусики, лапи і пальпи червонувато-жовті. Голова дуже розріджена, переднеспинка і надкрилі дуже міцні, але точки розташовані відносно далеко один від одного. Основа переднеспинки заокруглена тонкою лінією.